# João Lopes Filho
João Lopes Filho (Ribeira Brava (Cap Verd), c. 1943) és un professor universitari, antropòleg, historiador, escriptor i investigador capverdià. És el principal investigador d'antropologia i etnologia del seu país, investigador del crioll capverdià i autor de llibres. També és professor de la Universitat de Cap Verd (Uni-CV), presideix una Fundação João Lopes para Artes e Literatura i l'Academia das Ciências e Humanidades de Cabo Verde.

## Biografia
Fill del periodista i escriptor del movimento claridoso João Lopes, de l'Illa de São Vicente. João Lopes Filho va néixer a Ribeira Brava, a Fajã de Cima,a Illa de São Nicolau, prop de l'any 1943.
En la seva adolescència fou enviat a Santarém per estudiar enginyeria agrícola a l'Escola Agrícola de Santarém (actual Instituto Politécnico de Santarém). Es diplomà en administració per la Universitat Nova de Lisboa, i va obtenir les llicenciatures en ciències antropològiques i etnològiques i en ciències socials i polítiques per la Universitat Tècnica de Lisboa (UTL; actual Universitat de Lisboa). Es doctorà en antropologia, amb especialitat en etnologia i agregació en estudis africans, també per la UTL.
Durant la dècada del 1980 fou professor d'ensenyament superior l'Escola de Formação de Professores e Educadores do Ensino Secundário (EFPES) i de ll0Instituto Superior de Educação (ISE), participant també en la comissió d'instal·lació de la Universitat de Cap Verd; passà a ser director de la Comissió Coordinadora i docent del mestratge en patrimoni, turisme i desenvolupament, de la Universitat de Cap Verd. Després fou professor en programes de postgrau de la Universitat Nova de Lisboa i de la Universitat d'Évora.
En 2004 fou guardonat amb la Medalha de 1a Classe de l'Ordem do Vulcão, concedida pel president de la República de Cap Verd, la major condecoració civil del país.
En 2011, després de guanyar el Premi Sonangol de Literatura, pel conte Percursos & Destinos, funda la Fundação João Lopes para Artes e Literatura amb un capital de 50.000 dòlars.
En gener de 2014 fou nomenat pel Ministeri d'Educació de Cap Verd per presidir el procés electoral a les primeres eleccions directes pel rextor dw l Uni-CV.
En 2015, juntament amb l'exrector de la Universitat Jean Piaget de Cap Verd Jorge Sousa Brito, va fundar l'Acadèmia de Ciències i Humanitats de Cap Verd.